# Glinka (Tychy)
Glinka – dzielnica Tychów położona w zachodniej części miasta.
Pierwsza wzmianka o osadzie chałupniczej zwanej Glinka pochodzi z 1710 roku. Następnie była osobną wsią i przysiółkiem. W XX wieku włączona do Tychów.
Dzielnica graniczy z osiedlami Śródmieścia: „Honorata” (Osiedle H), „Barbara” (Osiedle B) i „R” (Osiedle R). Na terenie dzielnicy znajduje się skrzyżowanie dwóch ważnych tyskich ulic: ul. Żwakowskiej i ul. Stoczniowców, które łączą Śródmieście z Sublami i Glinką. W 2011 r. oddano do użytku rondo, które pozwoliło na połączenie skrzyżowania z ulicami Wodną oraz Glińczańską. Przebudowa usprawniła ruch w zachodniej części miasta.

## Historia
Glinka to dzielnica Tychów, której historia sięga początków XVIII wieku. Pierwsza wzmianka o osadzie chałupniczej o nazwie Glinka pochodzi z 1710 roku, choć sama nazwa pojawiła się już w 1680 roku jako określenie pobliskiego obszaru leśnego. 
W spisie z 1730 roku odnotowano, że na świeżo wykarczowanym terenie Glinki osiedliło się sześciu chałupników. Byli to: Piotr Pisarzowski, Grzegorz Okoń, Jakub Bielas, Jerzy Stobik, Kazimierz Przystolik (później nazwisko zmienione na Krzystolik), Wojtek Moćko i Klimek Kot. Początkowo korzystali oni z tzw. "wolnizny", czyli zwolnienia z opłat, aby móc się osiedlić i zagospodarować nowy teren. Od 1738 roku zaczęli płacić czynsz oraz inne daniny, w tym przędzę, kury i jaja.
W XIX wieku Glinka była jednym z miejsc zamieszkania rodziny Krzyżowskich, znanej z działalności patriotycznej i społecznej. W ich domu odbywały się spotkania Polskiej Organizacji Wojskowej Górnego Śląska oraz przechowywano broń dla powstańców śląskich.